# Crocanthes micradelpha
Crocanthes micradelpha là một loài bướm đêm thuộc họ Lecithoceridae. Nó được tìm thấy ở phần phía bắc của Queensland in Úc.
C. micradelpha lays flat eggs. The larvae that hatch from them are white, và hairy, feeding on eucalypt leaf litter.
Sải cánh dài khoảng 10 mm.

## Hình ảnh

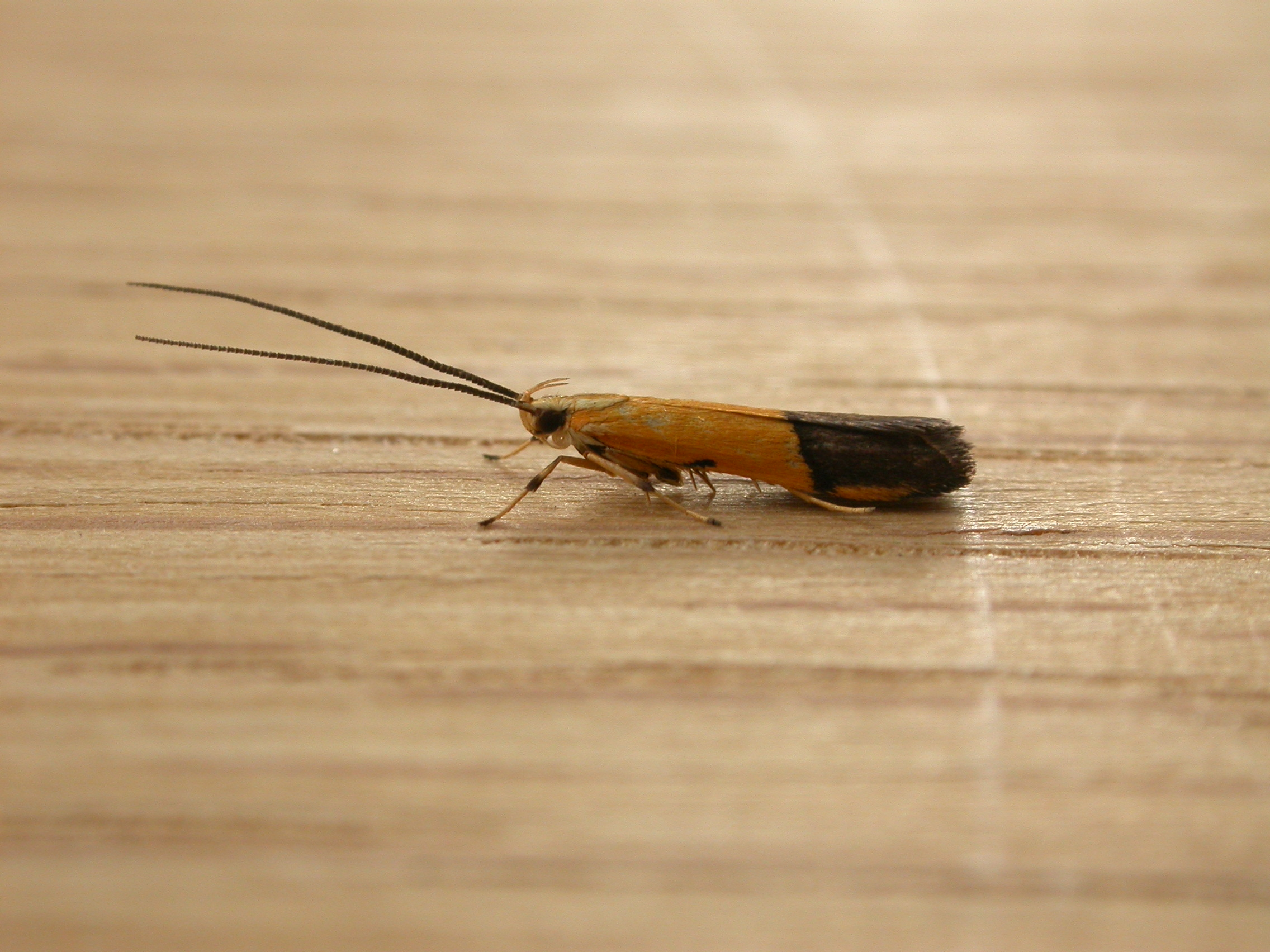